# Shutatarra
Shutatarra o Shuttarna fue un rey de Qadesh de mediados del siglo XIV a. C.
Hacia el año 1340 a. C. Suppiluliuma I, rey de Hatti, invadió el país de Upi, en parte controlado por el faraón de Egipto. Shutatarra, a la sazón súbdito egipcio, quizá sintiéndose amenazado, salió con su hijo Aitakkama al frente de sus tropas y atacó al rey hitita que lo derrotó en batalla y persiguió hasta Abzuya. Sitiada esta ciudad, Suppiluliuma terminó por tomarla y deportar a Hatti a Shutatarra junto a sus familiares y posesiones.
El hecho de que fuese Shutatarra quien tomase la iniciativa y que Suppiluliuma jurara que no había tenido intención de atacar Qadesh, evitó que las relaciones entre Hatti y Egipto se rompieran irreparablemente.